# 前前頭骨
前前頭骨（ぜんぜんとうこつ、英 : Prefrontal bone）は、多くの四肢動物の頭蓋骨において、涙骨と前頭骨を隔てている骨である。肺魚類や四足形類を含む肉鰭類の扇鰭類で最初に進化した。現生および絶滅した肺魚類・両生類・爬虫類のほとんどに見られるが、初期の哺乳形類では失われており、現代の哺乳類にも存在しない。

## 恐竜類における前前頭骨
前前頭骨は頭蓋骨の頭頂部付近にある非常に小さな骨であり、コエルロサウルス類の多くでは失われており、その子孫である鳥類には全く存在しない。逆に言えば、よく発達した前前頭骨は恐竜類の基盤的な特徴であると考えられている。前前頭骨は頭蓋骨内の他のいくつかの骨と接触する。骨の前部は鼻骨や涙骨と連結し、後方部分は前頭骨、まれに眼瞼骨とも連結している。前前頭骨は眼窩の上縁の一部を形成することもあり、脳・眼・鼻孔を覆う一連の頭蓋骨の一部である。